# Ignjat Fischer
Ignjat Fischer (Zagreb, 18. lipnja 1870. – Zagreb, 19. siječnja 1948.), hrvatski arhitekt, gradski zastupnik i javni djelatnik.

## Životopis

### Školovanje i karijera
Naslijedivši sklonost arhitekturi od oca, Ignjat Fischer se nakon školovanja u Beču i Pragu, vratio u Zagreb. Započeo je djelovati u Zagrebu 1897. godine. U atelieru što ga je vodio s češkim arhitektom Antonínom Hrubýjem projektirao je stambene i trgovačko-stambene zgrade u Donjem gradu. Projektirao je tijekom svoja četiri desetljeća duge karijere sasvim raznorodne zgrade: stambene kuće, poslovne objekte, hotele, bolnice, kino, robnu kuću. U Zagrebu je kasnije otvorio samostalni veliki atelijer u sklopu kojeg je projektirao četrdesetak različitih objekata. Između dva svjetska rata Fischerov atelijer je bio jedan od najvećih i najaktivnijih arhitektonskih atelijera u Zagrebu. U svojoj ranoj fazi jedan je od značajnih arhitekata s prijelaza stoljeća koji su uveli secesiju u hrvatsku arhitekturu. U tom smislu nastaju izrazito kvalitetna ostvarenja poput: privatna poliklinika Sanatorij u Klaićevoj ulici u Zagrebu (danas Dječja bolnica) izgrađen 1908., poznat po V-tlocrtnoj osnovi, prvo gradsko kinokazalište Apollo u Ilici (danas kazalište Kerempuh), zgrada slobodnozidarske lože u Nazorovoj (danas stambena zgrada), uređenje prve zagrebačke moderne robne kuće Kastner & Öhler (današnja Nama), uređenje trga ispred Hrvatskoga narodnoga kazališta s Meštrovićevim Zdencem života, te nerealizirani kompleks opće javne bolnice na Šalati i kuća Rado na Strossmayerovu trgu 7 (1897.). Između dva svjetska rata projektirao u duhu kasnog historicizma i umjerenog modernizma. Fischerovi su međuratni projekti snažno utjecali na oblikovanje velegradskoga lica Zagreba. Zgrada Šumarske akademije na Mažuranićevu trgu 5 izgrađena je oko 1920., na istočnoj strani Jelačićeva trga prema njegovu je projektu izgrađena monumentalna palača Gradske štedionice (1922. – 1925., nadograđena 1931.), na uglu Jelačićeva trga i Praške ulice poslovna zgrada Jugoslavenske banke (danas Croatia osiguranje), na istočnoj strani Dolca kuća Arko – Hercog (1929.), dvije uglovnice na Trgu žrtava fašizma. Fischerovim je projektom glavni gradski trg spojen 1931. prolazom Harmica s novom tržnicom na Dolcu. Ignjat Fischer je jedan od arhitekata koji je sudjelovao u arhitekturi i gradnji zgrade Unutarnjeg odjela Zemaljske vlade na Markovu trgu (danas Hrvatski sabor). Fischer je bio član slobodnih zidara. To što je bio član lože, nije mu odmoglo u narudžbama. Od njega su, naime, bilo kuće, bilo tvornice, banke, bolnice, naručivali vodeći ljudi Hrvatske počevši od odvjetnika Sudbenog stola Bogdana Medakovića, tadašnjega pomoćnika ministra prosvjete Stjepana Radića, doktora Nikole Andrića, predsjednika Hrvatsko-slavonskog ljekarničkog zbora Antuna Kogla, doktora sveukupnog lječništva Eugena Rade, doktora Dušana Plavšića, veleindustrijalca i mecene Vladimira Arka, i drugih.

### Podrijetlo i obitelj
Ignjat (rođen: Nathan) Fischer rođen je 18. lipnja 1870., u zagrebačkoj židovskoj obitelji građevinskoga poduzetnika Samuela Fischera. 1897. godine s prelaskom na katoličanstvo, promijenio je ime Nathan u Ignjat. Oženio se plemkinjom Helenom Egersrodfer, kćerkom vijećnika Kraljevskog stola Sedmorice. Sa suprugom je imao dvije kćeri, Ivanu i Mariju Magdalenu. Događaji prije i tijekom Drugog svjetskog rata utjecali su na Fischerovo zdravlje, nakon čega je teško obolio. Njegova kći Ivana kasnije se sjećala: “Otac mi je bio židovskog podrijetla, te je bio zatvaran iako star preko 70 godina. Na posljedicama tih progona teško je obolio te je umro 1948.”

## Galerija radova
- Zgrada Hrvatskog sabora.
- Palača Gradske štedionice na Trgu bana Jelačića.
- Satiričko kazalište Kerempuh.
- Gradska kavana, Zagreb, snimljeno oko 1933.
- Robna kuća Kastner & Oehler (Nama), oko 1920.

## Vanjske poveznice
- Fischer, Ignjat Hrvatska tehnička enciklopedija, portal hrvatske tehničke baštine. LZMK